# Basselinia porphyrea
Basselinia porphyrea é uma espécie de angiosperma na família Arecaceae. É encontrada apenas na Nova Caledónia.